# Arrondissement Nantes
Das Arrondissement Nantes ist eine Verwaltungseinheit im Département Loire-Atlantique in der französischen Region Pays de la Loire. Präfektur ist Nantes.
Im Arrondissement liegen 21 Wahlkreise (Kantone) und 76 Gemeinden.

## Wahlkreise
| - Kanton Blain (mit 3 von 14 Gemeinden) - Kanton Carquefou - Kanton Clisson - Kanton La Chapelle-sur-Erdre (mit 1 von 6 Gemeinden) - Kanton Nantes-1 - Kanton Nantes-2 | - Kanton Nantes-3 - Kanton Nantes-4 - Kanton Nantes-5 - Kanton Nantes-6 - Kanton Nantes-7 - Kanton Rezé-1 - Kanton Rezé-2 | - Kanton Saint-Brevin-les-Pins (mit 3 von 9 Gemeinden) - Kanton Saint-Herblain-1 - Kanton Saint-Herblain-2 - Kanton Saint-Philbert-de-Grand-Lieu - Kanton Saint-Sébastien-sur-Loire - Kanton Vallet - Kanton Vertou |

## Gemeinden
Die Gemeinden des Arrondissements Nantes sind:
| 1. Aigrefeuille-sur-Maine (44002)      | 2. Basse-Goulaine (44009)            | 3. Bouaye (44018)                     | 4. Bouguenais (44020)                    |
| 5. Boussay (44022)                     | 6. Brains (44024)                    | 7. Carquefou (44026)                  | 8. Château-Thébaud (44037)               |
| 9. Cheix-en-Retz (44039)               | 10. Clisson (44043)                  | 11. Corcoué-sur-Logne (44156)         | 12. Cordemais (44045)                    |
| 13. Couëron (44047)                    | 14. Divatte-sur-Loire (44029)        | 15. Geneston (44223)                  | 16. Gétigné (44063)                      |
| 17. Gorges (44064)                     | 18. Haute-Goulaine (44071)           | 19. Indre (44074)                     | 20. La Boissière-du-Doré (44016)         |
| 21. La Chapelle-Heulin (44032)         | 22. La Chapelle-sur-Erdre (44035)    | 23. La Chevrolière (44041)            | 24. La Haie-Fouassière (44070)           |
| 25. La Limouzinière (44083)            | 26. La Marne (44090)                 | 27. La Montagne (44101)               | 28. La Planche (44127)                   |
| 29. La Regrippière (44140)             | 30. La Remaudière (44141)            | 31. Le Bignon (44014)                 | 32. Le Landreau (44079)                  |
| 33. Le Loroux-Bottereau (44084)        | 34. Le Pallet (44117)                | 35. Le Pellerin (44120)               | 36. Le Temple-de-Bretagne (44203)        |
| 37. Legé (44081)                       | 38. Les Sorinières (44198)           | 39. Machecoul-Saint-Même (44087)      | 40. Maisdon-sur-Sèvre (44088)            |
| 41. Mauves-sur-Loire (44094)           | 42. Monnières (44100)                | 43. Montbert (44102)                  | 44. Mouzillon (44108)                    |
| 45. Nantes (44109)                     | 46. Orvault (44114)                  | 47. Paulx (44119)                     | 48. Pont-Saint-Martin (44130)            |
| 49. Port-Saint-Père (44133)            | 50. Remouillé (44142)                | 51. Rezé (44143)                      | 52. Rouans (44145)                       |
| 53. Saint-Aignan-Grandlieu (44150)     | 54. Saint-Colomban (44155)           | 55. Sainte-Luce-sur-Loire (44172)     | 56. Sainte-Pazanne (44186)               |
| 57. Saint-Étienne-de-Mer-Morte (44157) | 58. Saint-Étienne-de-Montluc (44158) | 59. Saint-Fiacre-sur-Maine (44159)    | 60. Saint-Herblain (44162)               |
| 61. Saint-Hilaire-de-Clisson (44165)   | 62. Saint-Jean-de-Boiseau (44166)    | 63. Saint-Julien-de-Concelles (44169) | 64. Saint-Léger-les-Vignes (44171)       |
| 65. Saint-Lumine-de-Clisson (44173)    | 66. Saint-Lumine-de-Coutais (44174)  | 67. Saint-Mars-de-Coutais (44178)     | 68. Saint-Philbert-de-Grand-Lieu (44188) |
| 69. Saint-Sébastien-sur-Loire (44190)  | 70. Sautron (44194)                  | 71. Thouaré-sur-Loire (44204)         | 72. Touvois (44206)                      |
| 73. Vallet (44212)                     | 74. Vertou (44215)                   | 75. Vieillevigne (44216)              | 76. Vue (44220)                          |

## Neuordnung der Arrondissements 2017

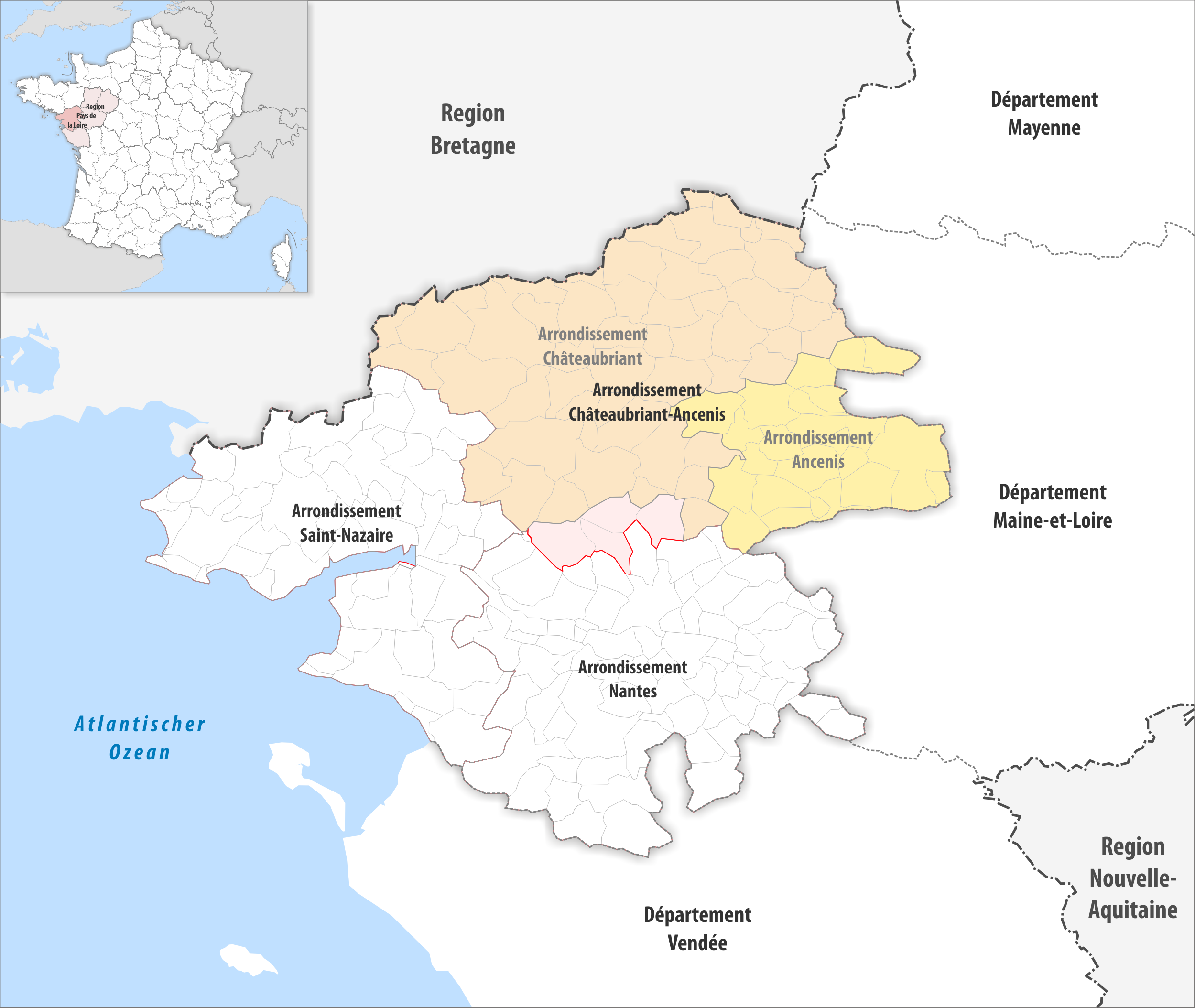
Arrondissementsanpassungen im Jahr 2017

Durch die Neuordnung der Arrondissements im Jahr 2017 wurde aus dem Arrondissement Nantes die vier Gemeinden Grandchamps-des-Fontaines, Sucé-sur-Erdre, Treillières und Vigneux-de-Bretagne dem Arrondissement Châteaubriant-Ancenis zugeordnet.

## Ehemalige Gemeinden
bis 2015: Barbechat, La Chapelle-Basse-Mer, Machecoul, Saint-Même-le-Tenu